# 関忠志 (社会教育活動家)
関 忠志（せき ただゆき、1905年 - 1987年）は、日本の著述家、ボーイスカウト運動の指導者。

## 来歴
少年時代からボーイスカウト運動に参加し、明治大学に入学し日本最初の大学スカウト体を創設する。第二次世界大戦後ボーイスカウト運動再建のためにボーイスカウト日本連盟総主事に就任する。その後日本ユネスコ協会連盟事務局長を歴任する。この間米国へ青年教育視察に赴き、インド、東南アジアにユネスコ世界青年会議のために渡航する。その他ギリシャや欧州に渡航しボーイスカウト世界大会の開催に尽力する。

## 著作
- 『キャンピング読本』、実業之日本社、1959年、国立国会図書館書誌ID:000000993432
- 『楽しいキャンピング』、関忠志監修、誠文堂新光社、1971年、国立国会図書館書誌ID:000000793420
- 『キャンピング : 技術とガイド 計画・準備・用具・服装・設営』、実業之日本社〈ブルー・ガイドブックス〉、1972年、国立国会図書館書誌ID:000001288692
- 『とってもくわしい探検キャンピング図鑑』、朝日ソノラマ、1976年、国立国会図書館書誌ID:000001318808
- 『楽しいキャンピング』、誠文堂新光社、1978年、国立国会図書館書誌ID:000001375131
- 『キャンピング : 技術とガイド』、実業之日本社〈ブルーガイドL〉、1980年、国立国会図書館書誌ID:000001496350
  - 『キャンピング : 技術とキャンプ場ガイド』、実業之日本社、1989年、8訂版、ISBN 4408020079
- 『楽しいキャンピング』、誠文堂新光社、1997年、ISBN 4-416-39704-6、1978年の改訂版

翻訳
- 『ガンジー自伝』、実業之日本社〈少年少女世界の本〉、1959年、国立国会図書館書誌ID:000000812543